# Вила Стангери (Терамо)
Вила Стангери је насеље у Италији у округу Терамо, региону Абруцо.
Према процени из 2011. у насељу је живело 133 становника. Насеље се налази на надморској висини од 303 м.